# Erik Botheim
Erik Botheim, född 10 januari 2000, är en norsk fotbollsspelare som spelar för Malmö FF.

## Karriär
Den 31 januari 2024 värvades Botheim av Malmö FF, där han skrev på ett fyraårskontrakt.